# Nemertesia perrieri
Nemertesia perrieri is een hydroïdpoliep uit de familie Plumulariidae. De poliep komt uit het geslacht Nemertesia. Nemertesia perrieri werd in 1901 voor het eerst wetenschappelijk beschreven door Billard. 